# 神秘牙脂鯉
神秘牙脂鯉（學名：Odontocharacidium aphanes），為輻鰭魚綱脂鯉目脂鯉亞目頂器脂鯉科的其一種，分布於南美洲亞馬遜河流域，體長可達1.6公分，棲息在底中層水域，生活習性不明。